# ロレンツォ・ペッレグリーニ
ロレンツォ・ペッレグリーニ（Lorenzo Pellegrini, 1996年6月19日 - ）は、イタリア・ローマ出身のサッカー選手。セリエA・ASローマ所属。イタリア代表。ポジションはMF。

## 経歴

### クラブ
ASローマのユースチームでキャリアをスタートさせ、2015年3月、ACチェゼーナ戦でセリエAデビューを果たした。
2015年6月30日、USサッスオーロ・カルチョに移籍金125万ユーロで移籍した。ASローマに買戻オプションが付帯している。2015年11月8日、カルピFC戦で移籍後初出場を果たし、12月6日のUCサンプドリア戦で初ゴールを挙げた。2015-16シーズンは、公式戦20試合に出場し3ゴールを挙げた。2017年4月10日、リーグ戦で6ゴール4アシストを記録し、単一シーズンでゴールとアシスト合わせて10得点以上に関与した最年少の選手となった。2016-17シーズンは、公式戦34試合に出場し、8ゴール8アシストを記録した。
2017年7月1日、ASローマが1000万ユーロで買戻オプションを行使し、2022年6月30日までの5年契約を結んだ。12月1日、SPAL戦でローマ復帰後初ゴールを挙げた。
2019年9月29日、USレッチェ戦に出場したが後半25分に負傷交代し、9月30日に右足第5中足骨の骨折であることが発表された。11月28日、ヨーロッパリーグのイスタンブール・バシャクシェヒルFK戦でコーナーキックを蹴るためにコーナーフラッグ付近に近づいた際、バシャクシェヒルサポーターが投げたとみられるコインが直撃し流血する被害に遭った。2020年1月16日、コッパ・イタリア5回戦のパルマ戦で2ゴールを挙げて勝利に貢献した。
2021年10月2日、契約を2026年まで延長した。

### 代表
イタリア代表として各年代でプレーしている。UEFA U-21欧州選手権2017にU-21イタリア代表の一員として参加し、準決勝でU-21スペイン代表に敗れるまでの全4試合にフル出場した。UEFA U-21欧州選手権2019でも代表メンバーに選出され、グループリーグ3試合に出場した。
2017年5月31日に行われたサンマリノ代表との非公式の親善試合でA代表デビューを飾った。2017年6月11日に行われた2018 FIFAワールドカップ欧州予選のリヒテンシュタイン代表戦が公式戦デビュー戦となった。
2019年9月5日ユーロ予選のアルメニア戦でA代表初ゴールを挙げた。2021年6月、ユーロ2020を戦う代表メンバーに選出されていたが、負傷でメンバーを外れることとなった。
UEFA EURO 2024に選出

## プライベート
2018年5月、ペッレグリーニは幼なじみのヴェロニカ・マルティネッリと結婚し、夫妻の間には3人の子どもがいる。本人はインタビューで「家族こそが自分の人生の中心であり、試合への原動力」と語っている。
16歳のときに定期健診で不整脈と診断され、当初は6か月以上の運動禁止を言い渡された。しかし本人は毎晩ベッドで自分の心臓の鼓動を数えながら様子を見続け、4か月後の再検査で自然に回復していたことが確認された。この経験について彼は「それほど甘美な言葉はない」と振り返っている。
幼少期からのローマ愛も知られている。生まれ育ったローマでは父とともにスタディオ・オリンピコに通い、パニーニシールでは常にフランチェスコ・トッティを探していたとされる。9歳でローマの下部組織に入団し、その後トップチームのキャプテンとしてプレーする夢を実現した。
また社会貢献にも積極的で、2019年にはイタリアの難病研究支援団体「Telethon」のチャリティに参加し、2022年には国境なき医師団（Medici Senza Frontiere）のアンバサダーに就任している。

## 個人成績
| クラブ       | シーズン   | リーグ     | リーグ戦 | リーグ戦 | カップ戦 | カップ戦 | 国際大会 | 国際大会 | その他 | その他 | 合計 | 合計 |
| クラブ       | シーズン   | リーグ     | 出場     | 得点     | 出場     | 得点     | 出場     | 得点     | 出場   | 得点   | 出場 | 得点 |
| ------------ | ---------- | ---------- | -------- | -------- | -------- | -------- | -------- | -------- | ------ | ------ | ---- | ---- |
| ローマ       | 2014-15    | セリエA    | 1        | 0        | 0        | 0        | 0        | 0        | 0      | 0      | 1    | 0    |
| サッスオーロ | 2015-16    | セリエA    | 19       | 3        | 1        | 0        | -        | -        | 0      | 0      | 20   | 3    |
| サッスオーロ | 2016-17    | セリエA    | 28       | 6        | 1        | 1        | 5        | 1        | 0      | 0      | 34   | 8    |
| サッスオーロ | 通算       | 通算       | 47       | 9        | 2        | 1        | 5        | 1        | 0      | 0      | 54   | 11   |
| ローマ       | 2017-18    | セリエA    | 28       | 3        | 1        | 0        | 8        | 0        | 0      | 0      | 37   | 3    |
| ローマ       | 2018-19    | セリエA    | 25       | 2        | 2        | 0        | 6        | 1        | 0      | 0      | 33   | 3    |
| ローマ       | 2019-20    | セリエA    | 27       | 1        | 2        | 2        | 5        | 0        | 0      | 0      | 34   | 3    |
| ローマ       | 2021‐22    | セリエA    | 34       | 7        | 1        | 1        | 12       | 3        | 0      | 0      | 47   | 11   |
| ローマ       | 2020-21    | セリエA    | 28       | 9        | 1        | 0        | 12       | 5        | 0      | 0      | 41   | 14   |
| ローマ       | ローマ通算 | ローマ通算 | 142      | 22       | 7        | 3        | 43       | 9        | 0      | 0      | 193  | 34   |
| 総通算       | 総通算     | 総通算     | 189      | 31       | 9        | 4        | 48       | 10       | 0      | 0      | 246  | 45   |

## タイトル

### クラブ
ローマ
- UEFAヨーロッパカンファレンスリーグ: 2021-22

### 個人
- ASローマ プレイヤー・オブ・ザ・シーズン： 2020-21
- UEFAヨーロッパリーグ チーム・オブ・ザ・シーズン： 2020-21, 2022-23
- セリエA ゴール・オブ・ザ・マンス： 2021年9月、2022年1月、2022年3月
- UEFAヨーロッパカンファレンスリーグチーム・オブ・ザ・シーズン： 2021-22
- UEFAヨーロッパカンファレンスリーグ プレイヤー・オブ・ザ・シーズン： 2021-22